# 韦尔比尔基
韦尔比尔基（羅馬化：Verbilki）是俄罗斯莫斯科州的市级镇，属州辖市塔尔多姆市（城市区），地处莫斯科州北部，在区行政中心塔尔多姆南偏东、州府莫斯科北方。伏尔加河一支流杜布纳河流经该镇。镇内设有同名铁路车站。
该地2021年人口有6,816人；2010年人口7,022；2002年人口6,764；1989年人口8,361。